# Semaeopus nisa
Semaeopus nisa är en fjärilsart som beskrevs av Druce 1892. Semaeopus nisa ingår i släktet Semaeopus och familjen mätare. Inga underarter finns listade i Catalogue of Life.